# Twelfth Night
Twelfth Night (укр. «Дванадцята ніч») — англійський рок-гурт напрямку неопрогресивний рок.

## Склад гурту
- Енді Ревелл (Andy Revell) — гітара
- Джефф Манн (Geoff Mann) — вокал (1978—1980 та 1981—1983, зм.1993)
- Брайен Девойл (Brain Devoil) — перкусія
- Рік Беттерсбі (Rick Battersby) — клавішні (1978—1981 та 1983—1987)
- Клайв Міттен (Clive Mitten) — бас-гітара, клавішні
- Енді Сірс (Andy Sears) — вокал (1983—1986)

## Дискографія
- 1981 — Live At The Target (Концертний альбом, інструментальний)
- 1982 — Fact And Fiction
- 1983 — Live And Let Live (Live At The Marquee, Концертний альбом, вокал — Джефф Манн)
- 1984 — Art And Illusion (вокал — Енді Сірс)
- 1986 — Twelth Night (вокал — Енді Сірс)
- 1991 — Collectors Item (складанка, перевидана з деякими іншими треками у 2001 р.)
- 2007 — Voices In The Night (складанка)